# Nuribotoke

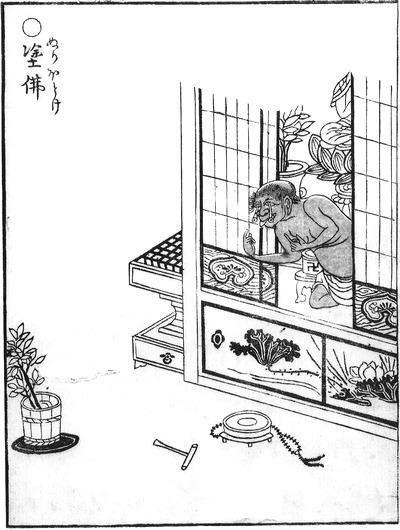
Un nuribotoke tel qu'illustré par Toriyama Sekien.

Dans la mythologie japonaise, un nuribotoke (塗仏) est un cadavre animé à la peau noircie et aux globes oculaires pendants. Ils sont dépeints comme semblable en apparence au Bouddha mais avec des estomacs boursouflés et parfois la queue d'un poisson-chat. On pense qu'ils survivent en raison de la médiocrité des soins offerts aux sanctuaires domestiques. Cependant, en raison d'interprétations selon lesquelles ils possèdent une queue, il est possible que leur cadavre est contrôlé par un autre être ou un yōkai déguisé. Il agira comme un messager du Bouddha, mais donnera de fausses prophéties pour tromper les fidèles. On pense également qu'il danse souvent, en particulier au cours de la parade de nuit des démons, Hyakki Yakō.

## Source de la traduction
- (en) Cet article est partiellement ou en totalité issu de l’article de Wikipédia en anglais intitulé « Nuribotoke » (voir la liste des auteurs).